# AKAKAGE
AKAKAGE（アカカゲ、本名：伊藤 陽一郎（いとう よういちろう））は、日本のDJ、音楽プロデューサー、編曲家、レコーディング・エンジニア。ポニーキャニオン所属。

## 概要
DJ、プロデューサーとして自らの3つのプロジェクト「akakage」「Natural Essence」「aaron」で活動するかたわら、他のアーティストへのプロデュース、編曲、リミックスなど幅広い活動を行う。
音楽活動以外に国内に20店舗以上あるファッションブランド『aquagirl』設立でも知られる。

## 作品
- akakage in the earth （2003年7月30日）
- akakage presents...aquagirl 〜Luxe〜 （2006年8月18日）
- Fighissima （2006年11月15日）

## 主なリミックス
- m-flo「STUCK IN YOUR LOVE」 -AKAKAGE's Tropical Smile-
- 松田聖子「Rock'n Rouge」(AKAKAGE'S Pure Pure Electro 3000)
- マボロシ「SLOW DOWN!」(Akakage's Nasty Funkacid 3000)
- 倖田來未「Crazy 4 U」“Akakage's crazy love Remix”
- Every Little Thing「スイミー」(akakage's sweetest beach)
- NAO「cherry」(akakage's 100% pure dancing pleasure!)

他多数。またオムニバスなどにも参加。

## 楽曲提供
- Peachy's「My Baby Boy」作詞・作曲

他